# 中斜里車站

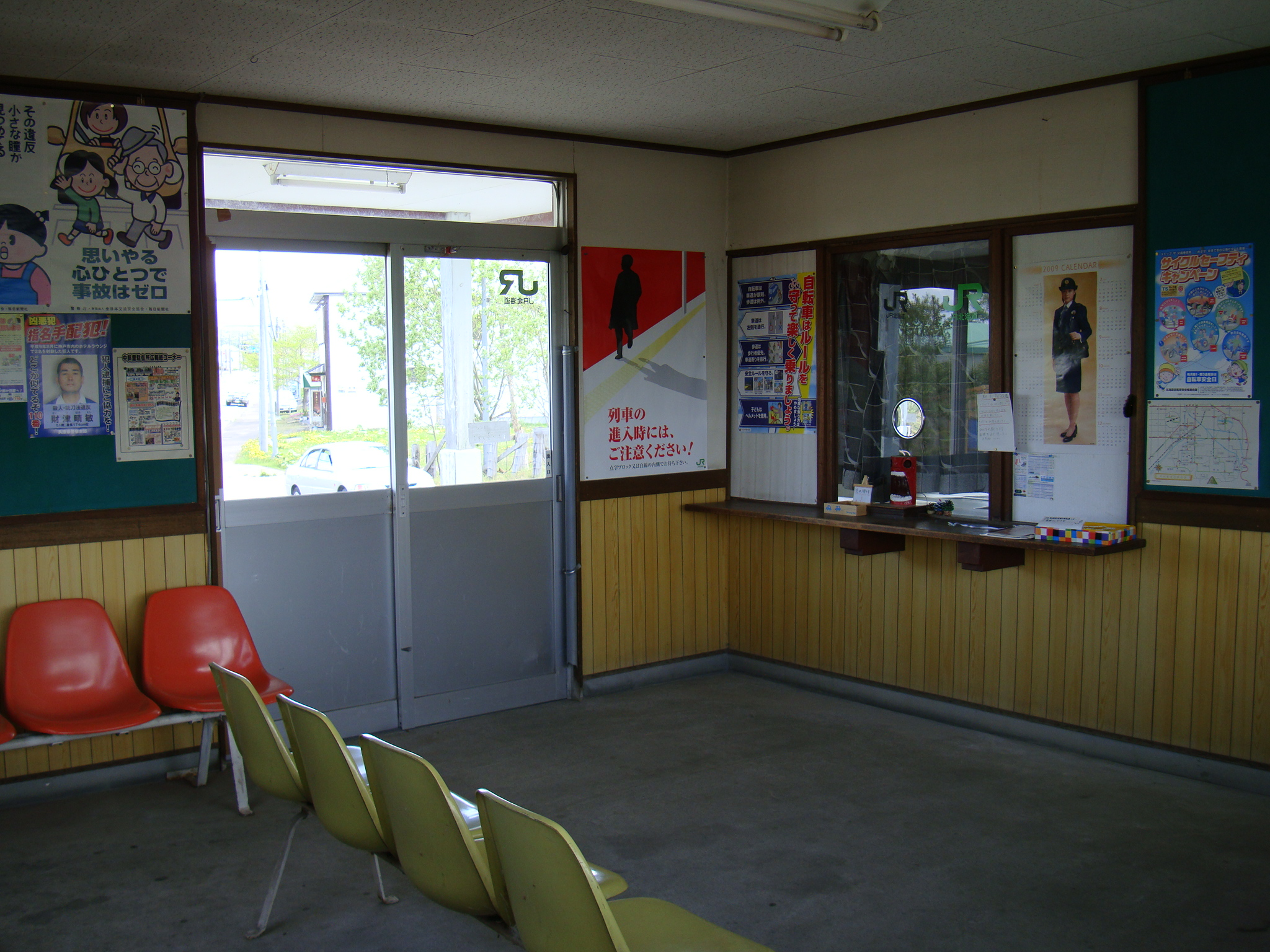
候車室

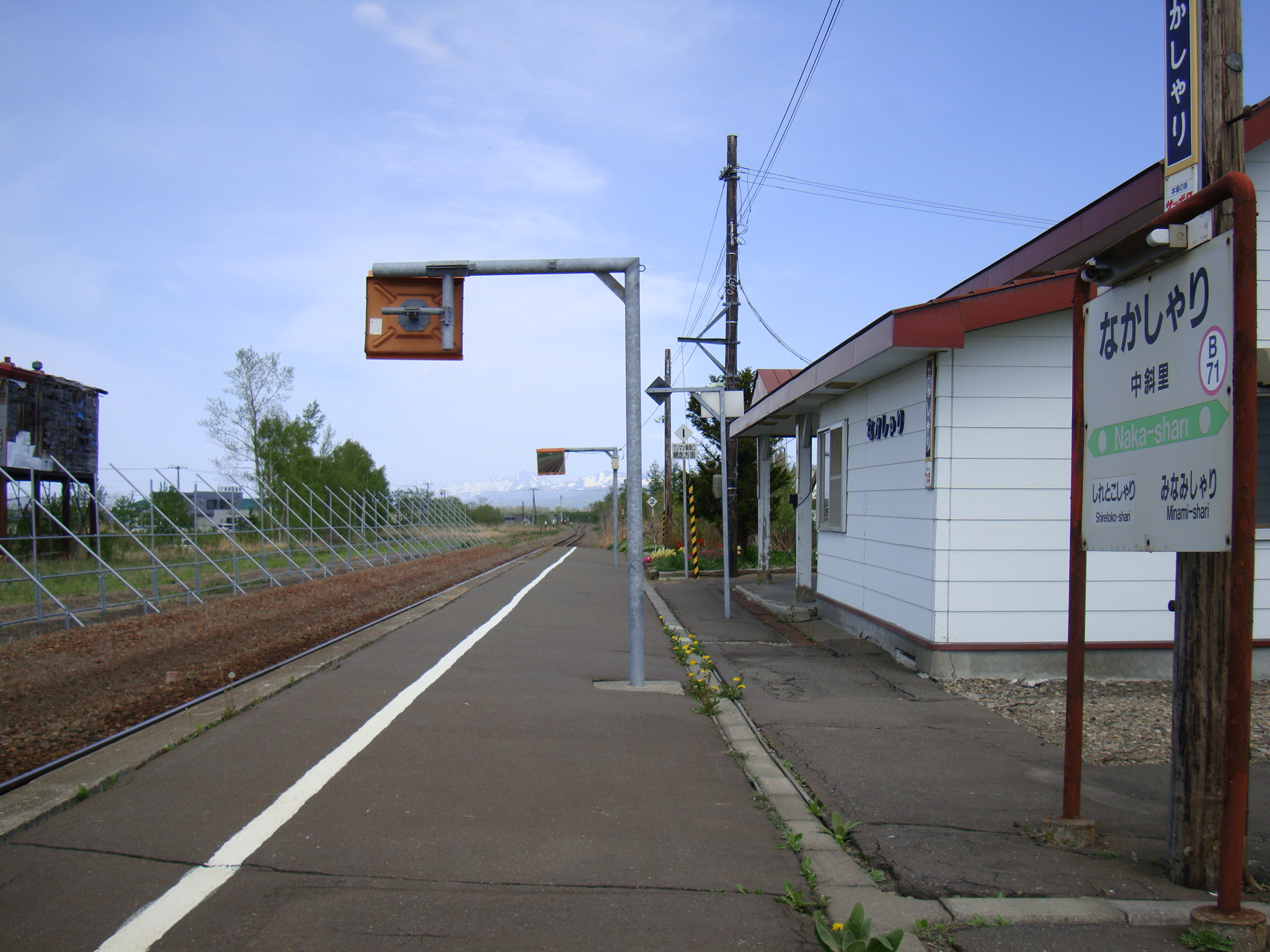
車站月台

中斜里車站（日语：／ Naka-shari eki */?）是一由北海道旅客鐵道（JR北海道）所經營的鐵路車站，位於日本北海道斜里郡斜里町境內，是釧網本線沿線的一個無人車站之一，隸屬JR北海道釧路支社管轄範圍，由知床斜里車站管理。
除了JR北海道的客運業務之外，中斜里在2002年之前原本也是日本貨物鐵道（JR貨物）所屬的貨運車站。但目前貨運站已經廢站，改由緊鄰車站的中斜里線外貨運站（中斜里オフレールステーション，簡稱中斜里ORS）負責小型貨櫃的收發運送。

## 站名由來
中斜里車站在1929年啟用時，原名猿間川，此名稱源自愛奴語中的「sar-oma-pet/」，意指「有葦原的河川」。1950年時根據車站在斜里町的中央位置而改為中斜里的現名。

## 貨運業務
中斜里在1929年設站時原本就是同時經營客運與貨運業務的一般車站，在1986年之前本站設有連結北連（ホクレン農業協同組合連合会）中斜里製糖工廠的專用線，也有東鹿越車站（石灰石）、西港車站（石油）出發的貨運列車行駛至本站。1986年專用線廢線，並在隔年起改用公路運輸代替原本的貨運列車，但貨運站名義上仍保持營運，直到2002年時正式停辦JR貨物所經營的貨運業務（日本稱為第二種鐵道事業），JR貨物所屬的中斜里車站才正式廢站。
貨運站廢站之後JR貨物改設「中斜里貨櫃中心」（中斜里コンテナセンター）代辦12呎貨櫃的收發業務。2006年時根據JR貨物的新政策，與日本全國各地其他貨櫃中心同步改名為「線外貨運站」。

## 歷史
- 1929年（昭和4年）11月14日 - 以國有鐵道猿間川車站的身份開始營業，屬一般車站等級。
- 1950年（昭和25年）9月10日 - 站名更改為中斜里。
- 1984年（昭和59年）2月1日 - 廢除行李托運服務。
- 1986年（昭和61年）11月1日 - 除由專用線發車的貨物之外，停辦其他的貨運業務。
- 1987年（昭和62年）4月1日 - 國鐵分割民營化後，由JR北海道繼承。
- 1988年（昭和63年）3月13日 - 專用線發車的貨物改以貨櫃方式運輸。
- 1997年（平成9年）3月22日 - 取消貨運列車班次，相關貨物改用一般公路貨運方式處理。在同時車站也改為無人化。
- 2002年（平成14年）4月1日 - 釧網本線的第二種鐵道事業被廢除，JR貨物所屬部分的中斜里車站亦同時廢站，改設置中斜里貨櫃中心。
- 2006年（平成18年）4月1日 - 中斜里貨櫃中心改稱為中斜里線外貨運站。

## 車站周邊
- 北海道道827號越川中斜里停車場線
- 北海道道945號豐里中斜里停車場線
- 北海道道1000號富士川上線
- 中斜里郵政局
- 日本通運北見分店斜里營業分店
- 北連中斜里製糖工廠
- 斜里巴士「中斜里」車站
- 斜里警察署中斜里駐在所

## 相鄰車站
北海道旅客鐵道（JR北海道）
■釧網本線
快速「知床」、普通
知床斜里（B72）－中斜里（B71）－清里町（B69）

## 外部連結
- （日語）JR北海道 – 中斜里車站（页面存档备份，存于）
- （日語）全驛參觀之旅（页面存档备份，存于）